# Klasztor w Heilsbronn
Klasztor w Heilsbronn (niem. Kloster Heilsbronn) – zabudowania opactwa w miejscowości Heilsbronn w powiecie Ansbach, w rejencji Środkowa Frankonia, w kraju związkowym Bawaria w Niemczech, należącego w XII-XVI wieku do wspólnoty Cystersów, następnie zsekularyzowane pełniło funkcję szkoły. Obecnie (2019) mieści się tutaj między innymi Centrum Religijno-Pedagogiczne Krajowego Kościoła Ewangelicko-Luterańskiego w Bawarii.

## Historia

### Cystersi
Biskup Otton z Bambergu założył klasztor w 1132 roku, a następnie z Ebrach sprowadził tu cysterskich mnichów. Klasztor znajdował się pod opieką najpierw książąt z Abenbergu, następnie rodu Hohenzollernów: burgrabiów Norymbergi, potem margrabiów z Ansbach, elektorów brandenburskich i książąt pruskich. Od czasów Rudolfa I Habsburga (1273-1291) do Maksymiliana I Habsburga (1493-1519) każdy cesarz gościł w klasztorze przynajmniej raz. 

### Po reformacji
Po reformacji klasztor został rozwiązany w 1578 roku. Jeszcze w 1534 roku opat Johannes Schopper założył szkołę klasztorną, która w 1582 roku została przekształcona w szkołę protestancką dla książąt, połączoną w 1737 roku z gimnazjum w Ansbach. Jednym z pierwszych uczniów nowo przekształconej szkoły był przyszły filolog Friedrich Taubmann (1565–1613).

## Architektura i wyposażenie wnętrz
Do dziś z zabudowań dawnego klasztoru przetrwał kościół, znajdujący się nieopodal kościoła refektarz, kaplica szpitalna oraz fragmenty murów. Kościół klasztorny został zbudowany w latach 1132–1139 jako bazylika romańska. Wykonanie późnogotyckiego ołtarza głównego przypisywane jest kręgowi artystów powiązanych z Michaelem Wolgemutem. W kościele znajdują się obrazy Albrechta Dürera.
Od 1297 do 1625 roku kościół klasztorny był miejscem pochówku rodu Hohenzollernów. Znajdują się tu także groby elektorów brandenburskich i margrabiów z Ansbach. Kościół jest również miejscem spoczynku królewny polskiej Zofii Jagiellonki, zmarłej w pobliskim Ansbach. 

### Organy
Obecne organy zostały zbudowane w 2006 roku przez firmę Jürgen Lutz z Feuchtwangen. Mają 35 głosów rozłożonych na trzy klawiatury ręczne (manuały) i jedną nożną (pedał). Trzecia klawiatura ma tylko jeden głos i jest zaprojektowana do pracy ciągłej, w zakresie częstotliwości 415 Hz, 440 Hz i 465 Hz. Traktura gry jest mechaniczna, natomiast traktura rejestrowa mechaniczna i elektryczna. Dostrojenie organów wykonane zostało według tzw. zasad opracowanych przez organistę i teoretyka muzyki Johanna Georga Neidhardta.

## Galeria

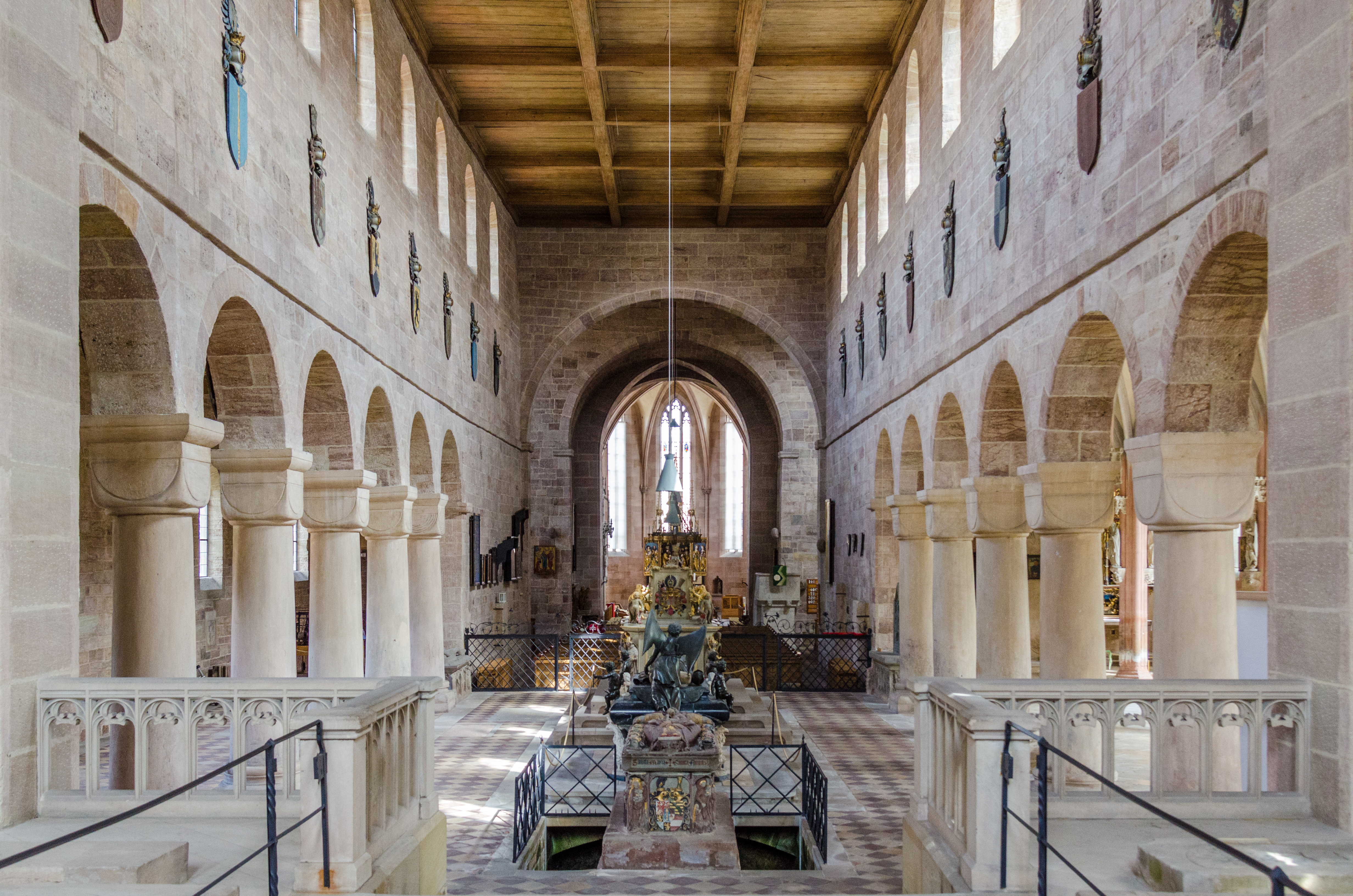
Wnętrze kościoła
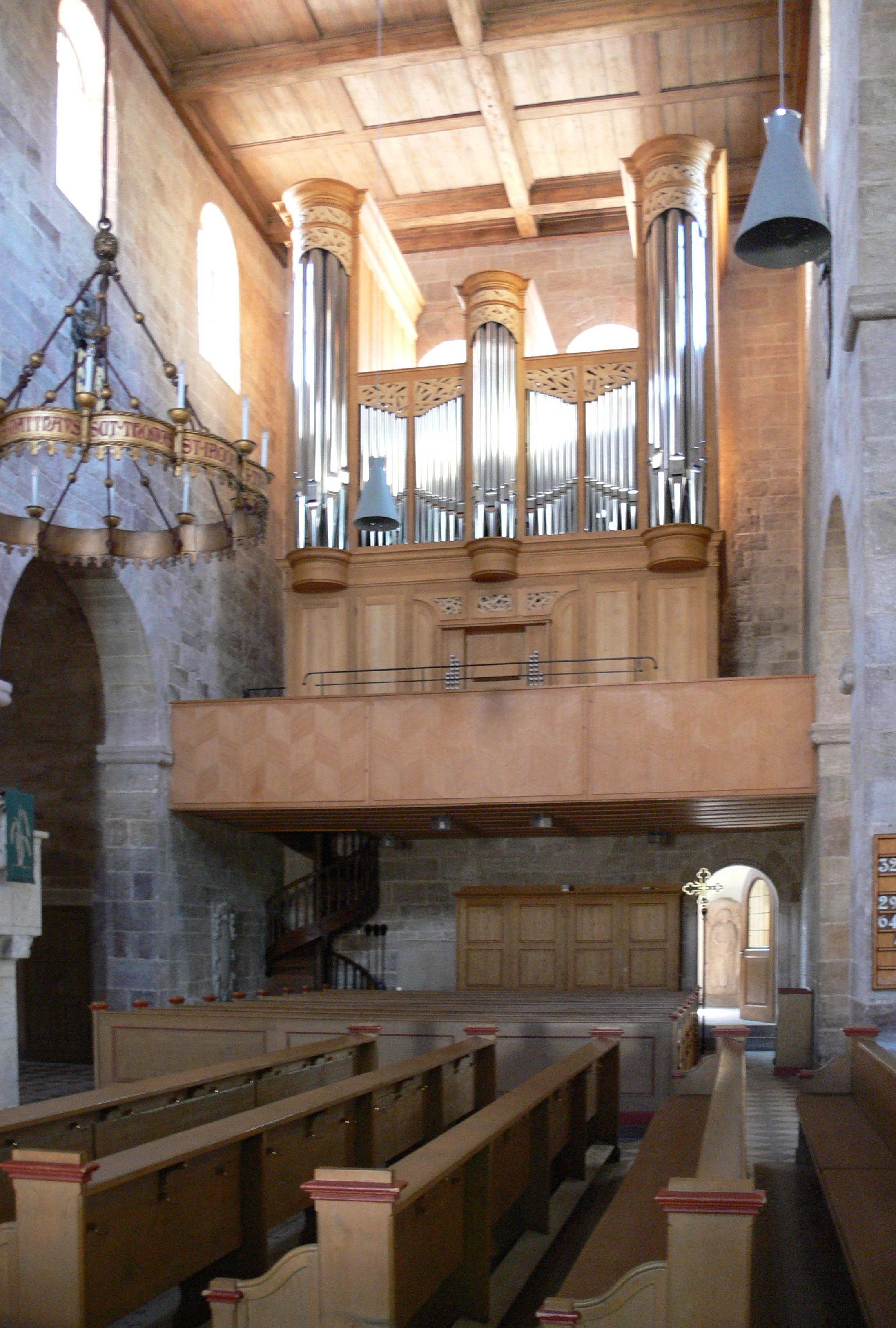
Organy w kościele klasztornym
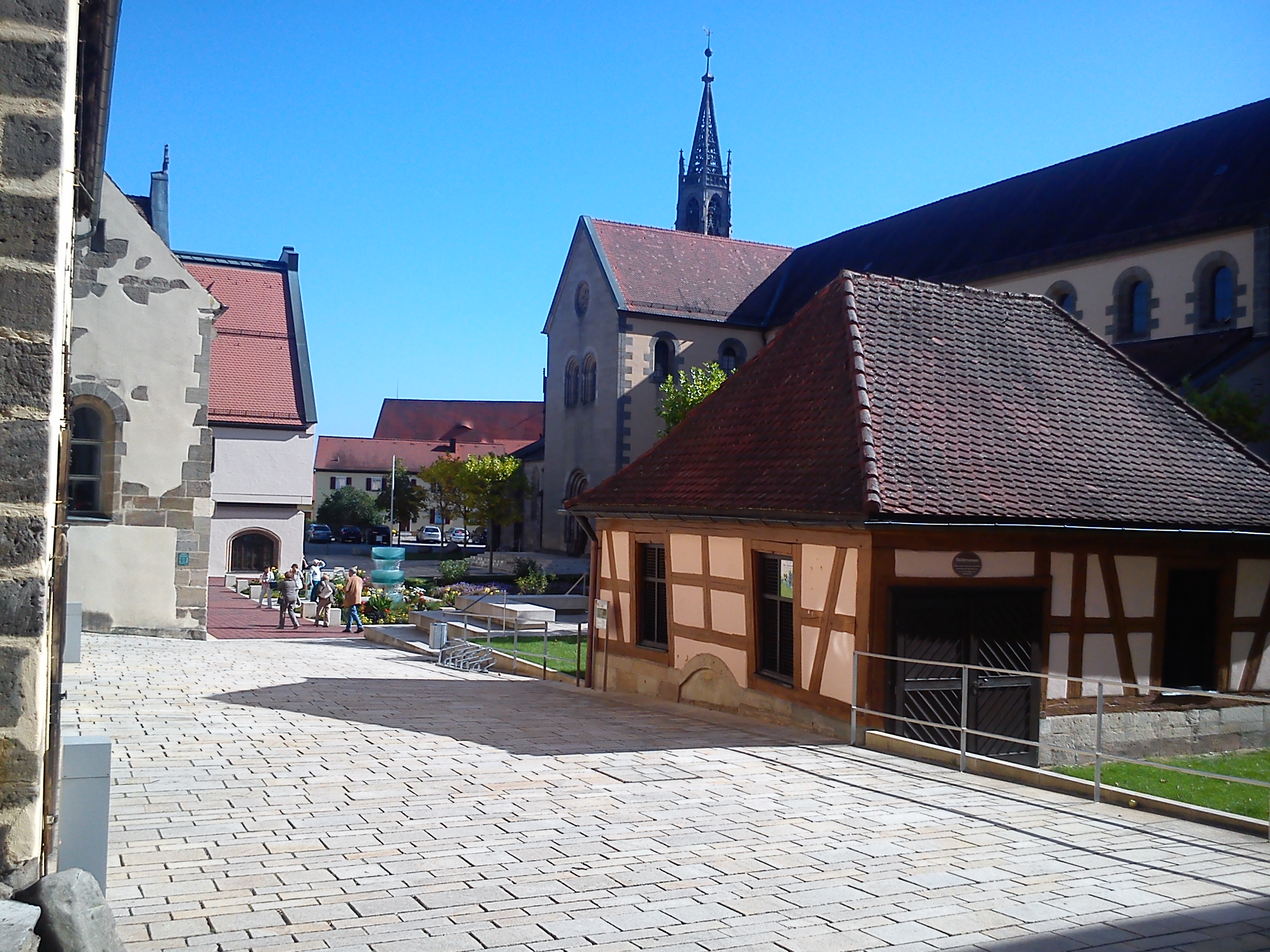
Widok zabudowań dawnego klasztoru
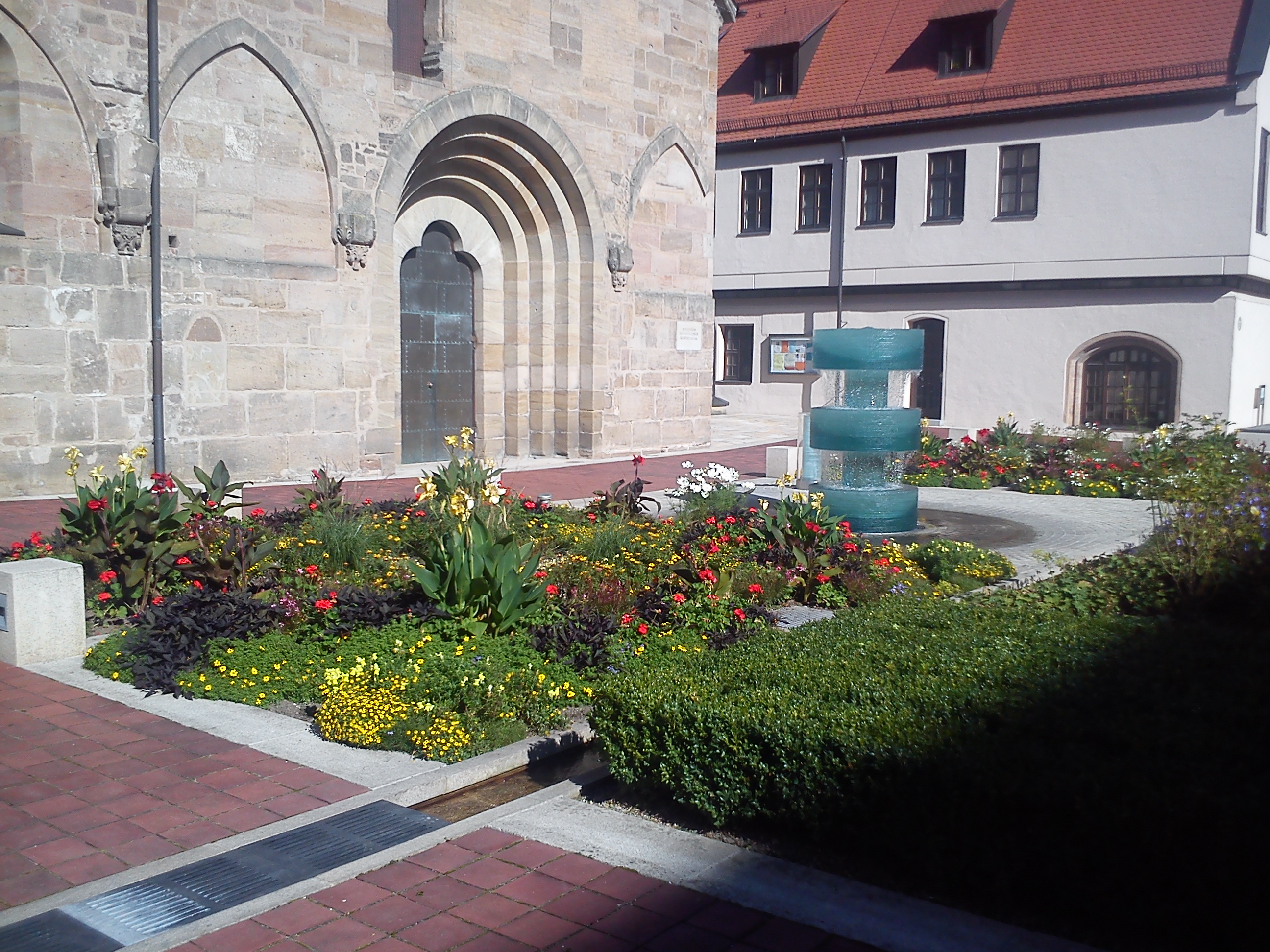
Szklana fontanna przed refektarzem
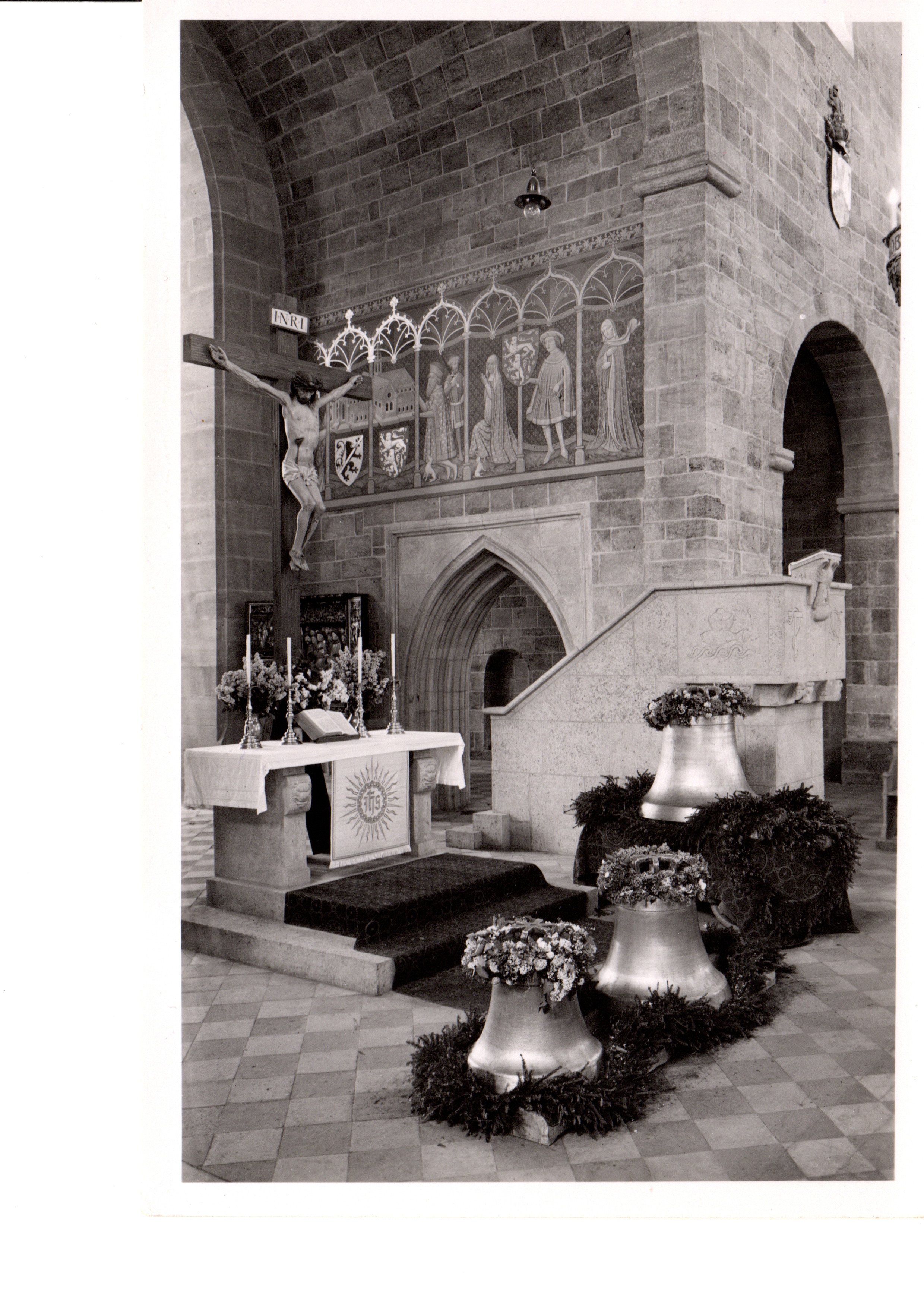
Poświęcenie dzwonów w 1952 roku